# Tecelão-de-cabeça-preta

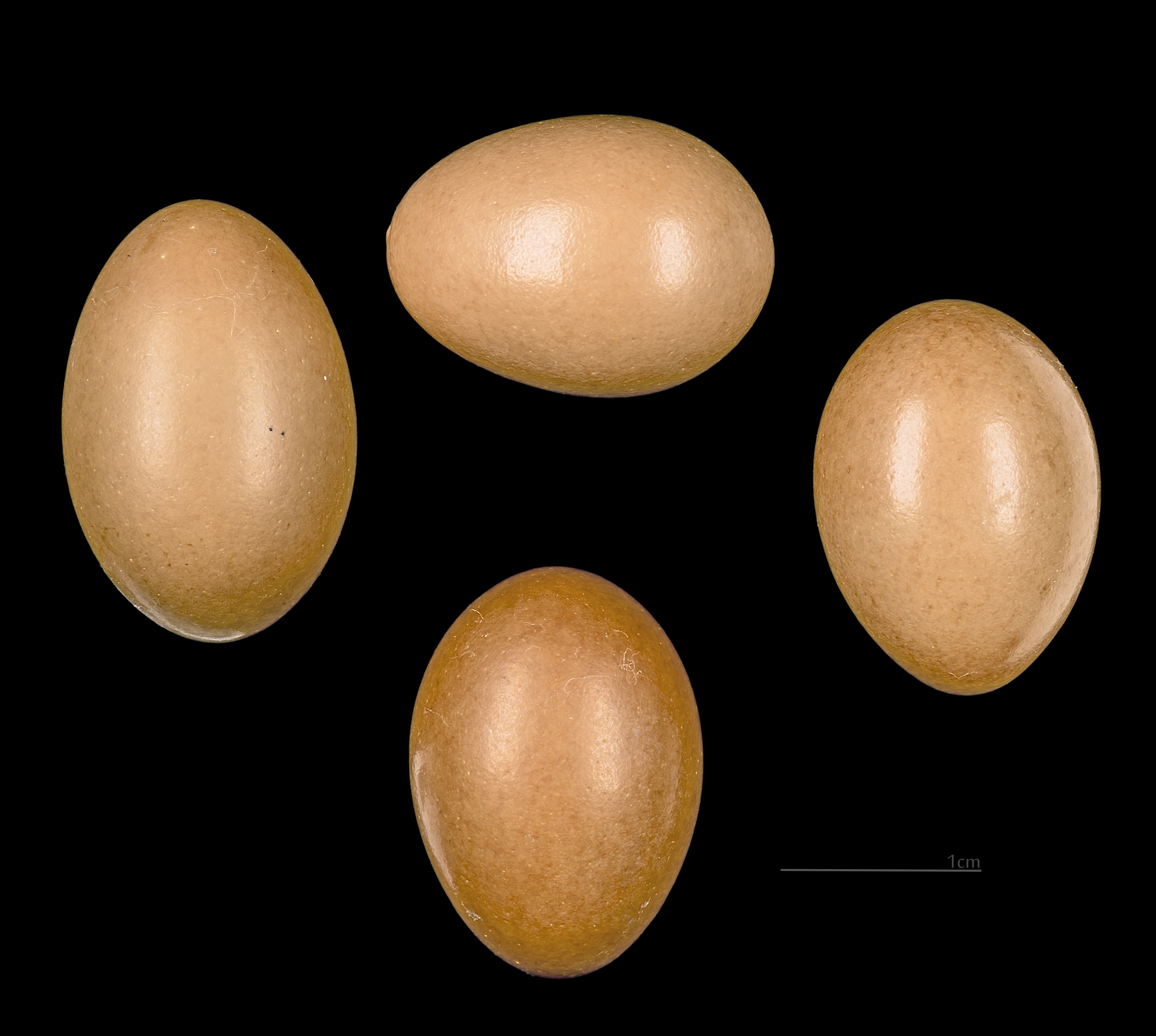
Ploceus melanocephalus MHNT

O tecelão-de-cabeça-preta (Ploceus melanocephalus) é uma ave da família Ploceidae. O macho caracteriza-se pela plumagem amarela, que contrasta com a cabeça preta.
Esta ave distribui-se pelo continente africano. Em Portugal foi introduzida como ave de gaiola, tendo posteriormente estabelecido populações em estado selvagem, geralmente em zonas húmidas com abundante vegetação palustre.